# Duane Allman
Duane Allman, född 20 november 1946 i Nashville, Tennessee, död 29 oktober 1971 i Macon, Georgia, var en amerikansk rock- och bluesmusiker; gitarrist.
Duane Allman, som var aktiv gitarrist mellan 1961 och 1971, räknas till en av de främsta slidegitarristerna. Han gjorde sig känd genom låtar som "Melissa" och "Trouble No More" med sitt band The Allman Brothers Band. Allman arbetade även som studiomusiker och spelade med musiker som King Curtis, Aretha Franklin, Boz Scaggs och Herbie Mann, men kanske framförallt på Derek and the Dominos hyllade skiva Layla and Other Assorted Love Songs från 1970. Av musiktidskriften Rolling Stone blev han 2003 utnämnd till den näst bästa gitarristen genom tiderna, strax efter Jimi Hendrix.
Duane Allman omkom 1971 i en motorcykelolycka, 24 år gammal.

## Diskografi
Album med The Allman Brothers Band
- The Allman Brothers Band (1969)
- Idlewild South (1970)
- At Fillmore East (1971)
- Eat a Peach (1972) (spår 4–9)
- Live at Ludlow Garage: 1970 (1990)

Album med Derek & the Dominos
- Layla and Other Assorted Love Songs (1970) (spår 4–14)

Som bidragande musiker (urval)
- Hour Glass (1967) – Hour Glass
- Power of Love (1968) – Hour Glass
- Boz Scaggs (1969) – Boz Scaggs
- Hey Jude (1969) – Wilson Pickett
- New Routes (1970) – Lulu
- Spirit in the Dark (1970) – Aretha Franklin
- To Bonnie from Delaney (1970) – Delaney & Bonnie
- Motel Shot (1971) – Delaney & Bonnie